# Brendan McCann
Brendan Michael McCann (Brooklyn, 5 luglio 1935 – Pembroke Pines, 5 novembre 2024) è stato un cestista statunitense, professionista nella NBA.

## Carriera
Venne selezionato dai New York Knicks al primo giro del Draft NBA 1957 (5ª scelta assoluta).

## Palmarès
- 3 volte campione EPBL (1962, 1963, 1965)